# Карл Марковиц
Карл Марковиц је аустријски глумац, сценариста и филмски редитељ.

## Биографија
Карлова мајка је радила као службеница, а отац као возач аутобуса. Карл Марковиц није успео да положи пријемни испит за школу глуме Макс-Рајнхард-Семинар. Упркос томе почео је да наступа у Бечком позоришту Серапионс. 1987. почиње да ради са Бечким ансамблом. Године 1991. добио је прву улогу у филму "Пас и мачка", а 1993. је играо улогу гостионичара у трагикомедији "Индија", режисера Пола Харатера. Овај филм био је аустријски кандидат за Оскара за најбољи међународни филм за 1993. годину.
Марковиц је постао познат широј публици када је играо Ернста Штокингера, наступајући у аустријској телевизијској крими серији „Инспектор Рекс“, а потом и у спин-оф серији „Штокингер“. Улоге су уследиле у филмовима „Хинтерхолц 8“ и "Рођен у Апсурдистану". Марковиц је наступао у многим ТВ и позоришним представама, укључујући и оне у бечким позориштима Позориште у Јозефшату и Народном позоришту у Бечу, где је 2005. године режирао своју прву представу Ћелава певачица Ежена Јонеска.
Марковиц је глумио лик Саломона Соровича у филму Фалсификатори Штефана Рузовицког из 2007. године, који је те године награђен Оскаром за најбољи међународни филм. Такође је играо улогу у холандском филму Сускинд из 2012. и малу улогу у комедији из 2014. Хотел Гранд Будапест. Такође игра споредну улогу у немачкој телевизијској серији Вавилон Берлин.
Марковиц и даље редовно глуми у бечким позориштима. У Позоришту на реци Вин играо је 2010. непевачку улогу Самиела у Чаробном стрелцу, првој оперској продукцији редитеља Штефана Рузовицког.
Марковиц је написао сценарио и режирао филм Дисање који је био аустријски кандидат за Оскара за најбољи међународни филм за 2011. годину.

## Лични живот
Карл је ожењен глумицом Штефани Таусиг. Имају двоје деце, Луиса и Леонија, и сви живе у Бечу.